# 47 mm armata przeciwpancerna Typ 1
Armata Typ 1 – japońska armata przeciwpancerna kalibru 47 milimetrów opracowana w 1941 roku jako następca armaty Typ 97. W porównaniu z ówczesnymi armatami przeciwpancernymi nie była to szczególnie udana broń – z odległości 915 metrów jej 1,5 kilogramowy pocisk przebijał pancerz o grubości jedynie 51 milimetrów, ale w Japonii już do końca II wojny światowej nie zdołano wyprodukować potężniejszej armaty. Dwie zalety armaty to niewielka waga i co się z tym wiązało wysoka mobilność oraz wysoka szybkostrzelność uzyskana dzięki zastosowaniu półautomatycznego zamka (skopiowanego z niemieckiej armaty 3,7 cm PaK 36).
Łącznie do końca wojny wyprodukowano około 2300 armat tego typu, w zmodyfikowanej formie stanowiła także uzbrojenie czołgu Shinhoto Chi-Ha.